# Schleicher ASW 27
Die Schleicher ASW 27 ist ein einsitziges Hochleistungs-Segelflugzeug der FAI-15-Meter-Klasse mit 15 Metern Flügelspannweite in Faserverbundbauweise. Hersteller der ASW 27 ist die Alexander Schleicher GmbH & Co. Der Konstrukteur Gerhard Waibel steuerte, wie bei Schleicher üblich, den Anfangsbuchstaben seines Nachnamens „W“ zur Typenbezeichnung bei. Erstflug war am 3. April 1995.
Sie wurde als Nachfolgemodell der ASW 20 – basierend auf dem Rumpf der ASW 24 mit einem neuen, nur neun Quadratmeter großen Flügel – für die 15-Meter-Klasse entworfen. Der Entwurf wurde für diese Spannweite und neue große Winglets optimiert, ohne Rücksicht auf eine eventuelle Spannweitenvergrößerung oder den Einbau eines Motors nehmen zu müssen. Sie ist mit Wölbklappen, Einziehfahrwerk und für Wasserballast ausgerüstet. In den sehr dünnen Tragflächen wurden nach oben ausfahrende Dreifach-Bremsklappen eingebaut. Die Manövergeschwindigkeit ist mit 215 km/h außerordentlich hoch. Typische Werte für Flugzeuge derselben Klasse liegen zwischen 170 km/h und 200 km/h.
Die leichte SL-Version hat eine Leermasse von 230 Kilogramm.

## Erfolge
- 2003 wurde John Coutts aus Neuseeland  mit einer ASW 27b Weltmeister in der 15-m-Klasse.[1]
- 17 Jahre nach dem Erstflug wurde die ASW 27 im Jahr 2012 bei der World Gliding Championship im US-amerikanischen Uvalde Vize-Meister.

## Technische Daten
| Kenngröße                       | Daten          |
| ------------------------------- | -------------- |
| Besatzung                       | 1              |
| Spannweite                      | 15 m           |
| Flügelfläche                    | 9 m²           |
| Flügelstreckung                 | 25             |
| Rumpflänge                      | 6,55 m         |
| Höhe am Leitwerk                | 1,3 m          |
| Flügelprofil                    | DU 89-134/14   |
| Leermasse mit Mindestausrüstung | 245 kg         |
| Wasserballast                   | 190 kg         |
| max. Startmasse                 | 500 kg         |
| Flächenbelastung                | 34–55,54 kg/m² |
| Manövergeschwindigkeit          | 215 km/h       |
| Höchstgeschwindigkeit           | 285 km/h       |
| Mindestgeschwindigkeit          | 70 km/h        |
| geringstes Sinken               | 0,52 m/s       |
| Gleitzahl                       | 48             |